# Aithorape albicostata
Aithorape albicostata är en fjärilsart som beskrevs av Hopp 1927. Aithorape albicostata ingår i släktet Aithorape och familjen Megalopygidae. Inga underarter finns listade i Catalogue of Life.